# Billy Hughes (cầu thủ bóng đá, sinh năm 1960)
Stephen John "Billy" Hughes (sinh ngày 29 tháng 7 năm 1960) là một cựu cầu thủ bóng đá chuyên nghiệp người Anh. Các câu lạc bộ bao gồm Gillingham, nơi ông có hơn 100 trận ở Football League, Crystal Palace và Wimbledon.
Ông có màn ra mắt Football League cho Gillingham khi mới chỉ 15 tuổi 259 ngày, là cầu thủ trẻ nhất thi đấu cho câu lạc bộ cho đến năm 2007 khi Luke Freeman có màn ra mắt lúc 15 tuôi 233 ngày.
Năm 1980, ông thi đấu một trận theo dạng cho mượn tại San Jose Earthquakes của North American Soccer League.